# Just Dance
A Just Dance Lady Gaga amerikai énekesnő debütáló kislemeze. A dalt Akonnal és producerével, RedOne-nal közösen írta. A dalban Colby O’Donis is közreműködik, és 2008. április 8-án jelent meg Gaga debütáló stúdióalbumának, a The Fame-nek az első kislemezeként. Szövegét Gaga saját bevallása szerint 10 perc alatt írta meg és arról szól, milyen érzés lerészegedni egy klubban.
A dal pozitív visszajelzéseket kapott, a kritikusok kiemelték a hangzásvilágát és klubhimnusznak nevezték. Kereskedelmileg is rendkívül sikeresnek bizonyult annak ellenére, hogy alvó sláger volt; közel öt hónapot töltött a Billboard Hot 100-on, mielőtt végül 2009 januárjában a csúcsra ért volna. Az Amerikai Hanglemezgyártók Szövetsége (RIAA) tizenegyszeres platina minősítést adott neki. Az Egyesült Államokon kívül a Just Dance Ausztráliában, Kanadában, Görögországban, Írországban, Hollandiában és az Egyesült Királyságban is vezette a slágerlistákat, valamint Csehországban, Dániában, Németországban, Magyarországon, Izraelben, Új-Zélandon, Norvégiában, Spanyolországban és Svédországban is az első tízben szerepelt. A dal minden idők legkelendőbb kislemezei közé tartozik, több mint 10 millió példányban kelt el világszerte.
Videóklipjében Gaga megérkezik egy partiba és lejátssza a dalt, ami arra készteti a jelenlévőket, hogy táncolni kezdjenek örömükben. Az énekesnő a videó felvételének élményét ahhoz hasonlította, amilyen egy Martin Scorcesével való forgatás lehet. Gaga számos alkalommal elénekelte élőben a dalt, így például a Miss Universe 2008, a So You Think You Can Dance, és a The Tonight Show with Jay Leno című televíziós műsorokban, az összes koncertturnéján és a Super Bowl LI félidei showban is. A dal előadása közben általában gitár-szintetizátoron játszik. Az 51. Grammy-díjátadón a Just Dance-t A legjobb dance felvétel kategóriában jelölték – ez volt Gaga első Grammy-jelölése.

## Dalszerzés és inspiráció
A Just Dance-t Gaga írta, de közreműködött az írásban Akon, illetve a dal producere, RedOne is. Egy a Heat magazinnak adott interjúban Gaga ezt mondta a dal írásának körülményeiről: „Elég másnapos voltam. Körülbelül tíz perc alatt megírtam RedOne-nal karöltve. Ez volt egyébként az első alkalom, hogy egy hollywoodi stúdióban dolgoztam. Egy régi, hatalmas szobában hatalmas hangfalakkal.” Gaga azt is elmondta, a dal megalkotása 2008-ban „kemény munka [volt] és sok ember nem hitt benne eleinte.” Később Gaga így nyilatkozott a dalról:

„Ez a szám megmentette az életemet. Szörnyen sötét közegben voltam New Yorkban. Teljesen magam alatt voltam, mindig bárokban múlattam az időmet. Aztán felszálltam egy gépre LA-be [Los Angelesbe], hogy zenével foglalkozhassak; egyetlen dobásom volt, hogy megírjam a számot, amivel megváltoztathatom az életem, és meg is tettem. Sosem mentem vissza. Otthagytam a fiúmat és a lakásomat. Azóta sem jártam ott. Anyukám ment oda, hogy elhozza a cuccaimat.”

A Contactmusic.com-nak adott interjúban Gaga azt mondta, a Just Dance egy vidám dal, és olyan embereknek ajánlja, akik kemény időkön mennek keresztül, például elvesztették a munkájukat vagy az otthonukat. Az Artistdirectnek azt mondta, egy gyönyörű számot akart alkotni a Just Dance-szel. Amikor megkérdezték tőle, szerinte mi áll a dal kitörő sikerének hátterében, ezt mondta: „Mindenkinek szüksége van egy számra, amely megszólítja a lelkünkben és a szívünkben rejlő vidámságot, amitől jól érezzük magunkat. Ez is egy ilyen dal. […] amikor hallgatod, eléri, hogy jól érezd magad ott belül. Ilyen egyszerű. Szerintem ez a szív főcímdala.” 2010 márciusában a dal a Poker Face, a Monster és a Bad Romance mellett a Lady Gaga Pack 01 részeként letölthető tartalomként jelent meg a Rock Band zenei alapú videojáték-sorozathoz.
Akon 2018-ban azt nyilatkozta, hogy eredetileg ő volt a dalban szereplő másik előadó, és a vele készült változatot küldték el eredetileg a rádióknak. Lemezkiadója, az Interscope azonban megakadályozta, hogy szerepeljen a lemezen, ami ahhoz vezetett, hogy a kislemezt gyorsan visszahívták, és egy új verzióra cserélték le, amelyben helyette O’Donis énekli a versszakát. Akon háttérvokáljai megmaradtak ezen a végleges változaton. 2017 márciusában Kimberly Wyatt a Pussycat Dollsból azt mondta, hogy a Just Dance eredetileg demónak készült a együttes számára. Csapatuk azonban elutasította a dalt, Gaga pedig úgy döntött, hogy maga adja elő a számot.

## Kompozíció
A Just Dance egy gyorstempójú elektropop, szintipop és dance-pop dal. A szám szinti alapokon nyugszik, valamint fellelhetőek benne napjaink elektronikus zenéjének főbb jellegzetességei. A dal 119-es percenkénti leütésszámmal rendelkezik, Cisz-mollban íródott, Gaga hangterjedelme G♯3-tól C♯5-ig terjed. Már a szám kezdetekor rögtön hallhatóak a gyors ütemben megjelenő szinti zenei alapok, majd pedig az énekesnő RedOne nevét énekli. A Just Dance az C♯m–E–B–F♯m akkordmenetet követi. Colby O’Donis a dal közepén megjelenő részében azonos hangterjedelemben énekel mint az énekesnő. A dal végéhez közeledve felerősödnek az R&B elemek a dalban, ezután a refrén ismétlődik, O’Donis háttérvokáljával. A szám végül a „dance” szó visszhangszerű ismétlődésével zárul.
A Just Dance arról szól, hogy az énekesnő ittas állapotba kerül egy buliban, az alábbi dalszöveggel: „What’s going on on the floor? / I love this record, baby but I can’t see straight anymore” („Mi folyik ott a táncparketten? / Imádom ezt a számot, de szivi, már alig látok”) A dal kezdetekor RedOne neve hangzik el, amelyet hasonló hangzása miatt gyakran „red wine”-nak („vörösbor”) értelmeznek, de valójában egy egyszerű utalás a dal producerére.

## A kritikusok értékelései
A dal pozitív értékeléseket kapott. Matthew Chisling az AllMusic-tól úgy jellemezte a dalt, mint „a dance hullámok és a magával ragadó módon elkészített ütemek erőműve”. Alexis Petridis, a The Guardian írója szerint a Just Dance Nelly Furtado Maneater című dalának halovány utánérzete a menetelő ütemek, a fűrészelő elektronika és az enyhe R&B stílus kombinációjával. Ben Norman az About.com-tól azt írta, hogy a dal „úgy nyitja az albumot, mint egy valkűr, aki a támadást vezeti [...] diadalmasan lovagol serege előtt. Ha nem ismered ezt a dalt, használd a böngésződet. Nem vesztegetem az időt arra, hogy elmagyarázzam, hogyan hangzik”. Ugyanakkor azt is megjegyezte, hogy a dal nem úttörő, és Rihanna, Chris Brown és a Pussycat Dolls zenéjéhez hasonlította. Bill Lamb az About.com-tól a dalt szelídnek, de elég fülbemászónak nevezte ahhoz, hogy Gaga felkerüljön a mainstream piacra. Azt is hozzátette, hogy „Just Dance erős energiával rendelkezik, és Lady Gaga markáns hangja is feltűnik benne, de végső soron meglehetősen jellegtelen dance-popot áraszt magából”. O’Donis finom énekhangját is megdicsérték.
Evan Sawdey a PopMatters.com-tól azt mondta, a Just Dance egy rendkívül fülbemászó szám, amely magába foglalja mindazt, amiről az album szól. Ben Hogwood a MusicOMH-től méltatta a dalt, és ezt mondta: „Idén nem fogsz még egy ilyen magával ragadó party-slágert hallani – egy tündöklő drágakő, ami hetekre befészkeli magát a fejedbe.” Freedom lu Lac a The Washington Posttól úgy jellemezte a dalt, hogy „tele szintipoppal, amely dance groove-okat párosít GaGa jeges énekével a táncos boldogságról”. Lynn Saxberg, a The Ottawa Citizen írója a The Fame Ball turnéról írt beszámolójában a tökéletes klubhimnusznak nevezte a dalt. Sal Cinquemani a Slant Magazine-tól azt írta, hogy a dal hasonlít a „kétségbeesett roncsra, amivel valószínűleg találkozol, ha hajnali négykor az L.E.S. bármelyik lebujában részeg leszel”, ahogy azt a dalszöveg is hangsúlyozza. Talia Kranes a BBC-től ellenállhatatlannak nevezte a dalt, és azt mondta, hogy „dalainak fülbemászósága biztos, hogy bebetonozza helyét a popbálványok listáján”.
Az 51. Grammy-díjátadón a Just Dance-t jelölték A legjobb dance felvételnek járó Grammy-díjra, de a Daft Punk elektronikus duónak a Harder, Better, Faster, Stronger (Alive 2007) című dalával szemben alulmaradt. Ez volt Gaga első Grammy-jelölése.

## Kereskedelmi teljesítmény

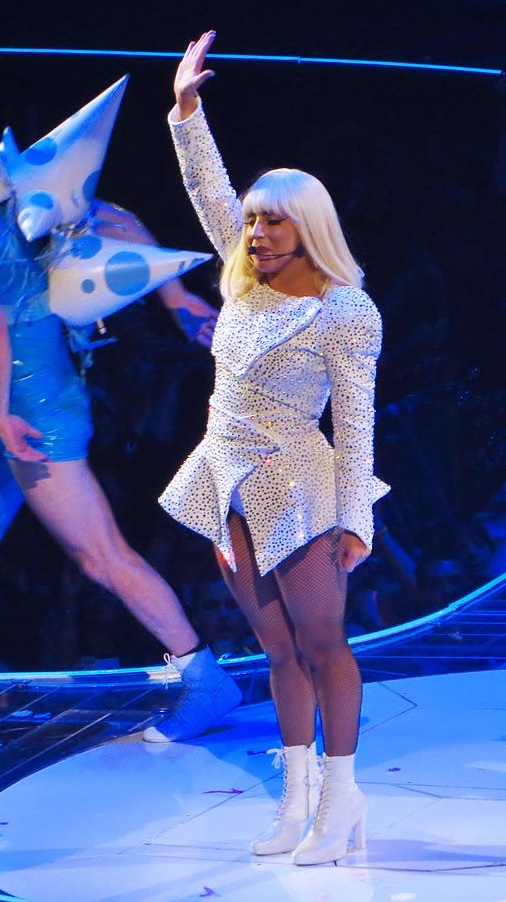
Gaga a Just Dance előadása közben az ArtRave: The Artpop Ball turnén (2014)

A Just Dance először az Egyesült Államok klubjaiban ért el sikereket, ugyanis második lett mind a Hot Dance Airplay mind a Hot Dance Club Play elnevezésű listákon 2008 nyarán. 2008. augusztus 16-án a 76. helyen nyitott a dal a Billboard Hot 100-on. Öt hónap elteltével fokozatosan a Hot 100-as lista második helyére emelkedett, miután a 2009. január 10-i héten 419 000 letöltést ért el. A következő héten végül megszerezte az első pozíciót a Hot 100-on. A Just Dance számára 22 hét kellett míg elérte az első helyet, ennél több időre csak a Creed együttes With Arms Wide Open számának volt szüksége, mely 27 hét elteltével tudta megszerezni a listavezető pozíciót 2000 novemberében. Ezen kívül első lett a Mainstream Top 40 rádiós listán is, ami Gaga karrierjének első listavezető helyezése volt. A Just Dance összesen 49 hetett töltött a Hot 100-on, és 2023. április 12-én tizenegyszeres platinalemez minősítést kapott az Amerikai Hanglemezgyártók Szövetségétől (RIAA) miután átlépte a 11 millió eladott egységet. A The Black Eyed Peas I Gotta Feeling című száma után a második dal lett valaha, amely az Egyesült Államokban átlépte a 6 millió digitális eladást. 2018 februárjáig a Just Dance 7,2 millió digitális letöltést ért el az Egyesült Államokban. Kanadában a dal a Canadian Hot 100-as lista 97. helyén debütált a 2008. június 7-i kiadásban. Végül 2008. augusztus 23-án érte el az első helyet, amelyet öt héten át meg is tudott tartani. A Music Canada (CRIA) hatszoros platinalemez minősítéssel illette 2009 júniusában, miután elérte a 240 000 digitális letöltést.
Az ausztrál kislemezlistán a 34. helyen debütált a dal 2008. július 21-én, a következő héten a 17. helyre lépett előre, mellyel a hét „csúcsugrója” lett. 2008. szeptember 15-én a szám a slágerlista élére került. Az Australian Recording Industry Association (ARIA) szervezete tizenkétszeres platinalemez minősítést adott a dalnak a 840 000 eladott kislemezért. 2010. március 16-án esett ki a listáról, miután már 81 hete tartózkodott a Top 100-ban, mellyel a Just Dance lett a valaha volt legtovább slágerlistás kislemez az ausztrál kislemezlista történetében. Az új-zélandi kislemezlistán a 19. helyen nyitott, a legjobb pozíciója pedig a harmadik hely volt. Új-Zélandon platinalemez minősítést szerzett a Just Dance a Recording Industry Association of New Zealand (RIANZ) szervezeténél a 15 000 eladott példány átlépését követően.
Az Egyesült Királyságban a Just Dance 2009. január 4-én a harmadik helyen debütált a brit kislemezlistán. A következő héten az első helyre emelkedett 65 764 eladott példányszámmal, és három hétig maradt listavezető. Gaga egy interjújában számolt be érzéseiről a sikerrel kapcsolatban: „Már régóta nagy álmom volt, hogy legyen egy nagy slágerem az Egyesült Királyságban – az ottani rajongóim mind olyan szexisek és az embereknek újító és szabad a gondolkodásuk a popkultúrával és zenével kapcsolatban. Épp a los angelesi lakásomban voltam és a táncpróbámra készülődtem, amikor felhívtak és közölték velem az örömhírt, én pedig elsírtam magam.” A Brit Hanglemezgyártók Szövetsége (BPI) szerint a dal háromszoros platinalemez minősítést ért el, majd 2016 júliusában Gaga harmadik kislemeze lett, amely a streaming-adatokat is beleszámítva elérte az egymillió egységszámos eladást az Egyesült Királyságban. 2017 januárjáig az Official Charts Company szerint 6,3 millió streamet ért el az országban, 2020 májusáig pedig 968 000 példányt értékesítettek belőle. A dalt 2022 júliusára Gaga negyedik legnépszerűbb dalává minősítették az Egyesült Királyságban, mivel összesen 1,6 millió eladott egységet és 72 millió streamet gyűjtött össze.
Írországban a dal a tizenegyedik helyen debütált, és egy hét múlva a slágerlista élére került. A dal 2009. február 28-án a holland Top 40-es lista élén szerepelt. Európában a Just Dance Ausztriában, Dániában, Finnországban, Németországban, Norvégiában, Svédországban és Svájcban a legjobb tíz, Belgiumban (Flandria és Vallónia) és Franciaországban pedig a legjobb húsz közé jutott. Magyarországon is sikeres volt a Just Dance a Mahasz listáin. A hallgatottság szerinti súlyozásos módszerrel összesített Rádiós Top 40 játszási listán 33 hét után szerezte meg a legjobbját, a második helyezést 2009. július 20-án, míg a súlyozás nélkül mérő Editors’ Choice rádiós játszási listán a hatodik volt a legjobbja. Sikerült a legjobb 10-be kerülnie a Dance Top 40 listán és a Single (track) Top 10 listán is, amely a hivatalos magyar kislemezlista. A dalból világszerte több mint 10 millió digitális példányt adtak el.

## Videóklip
A 2008. április 25-én megjelent videóklipet Melina Matsoukas videókliprendező rendezte, és a dalszöveghez hűen, egy átmulatott estéről szól. Gaga és táncosai egy házibuliba érkeznek a videó elején, amely szemmel láthatólag már véget ért. Az egyik táncos bekapcsolja a boombox magnóját, és elkezdődik a dal. A korábban bulizó, most a ház különböző pontjain alvó banda felébred a zenére. Mindenki elkezd táncolni, így Gaga is, aki több jelenetben egy fekete-fehér poncsót visel, diszkógömbbel, vagy épp egy felfújt gyilkos bálna-játékkal táncol a medencében. Jobb szeme alatt egy kék, villám alakú matricát láthatunk, amely egy tisztelgés bálványa, David Bowie előtt. O’Donis számos lánnyal körbevéve énekli a „When I come through on the dance floor” sorral kezdődő részt. Pár pillanat erejéig Space Cowboy és Akon is megjelenik. 2008 szeptemberében Gaga interjút adott egy ausztráliai rádiónak és ezt mondta: „A videó azt mutatja be előadó-művészeti szempontból, hogy milyen érzés részegnek lenni egy buliban.” Amikor a klip forgatási élményéről kérdezték, Gaga elmondta:

„Jól szórakoztunk, csodálatos volt. Számomra ez olyan volt mintha egy Martin Scorsese film forgatásán lennék. Korábban alig volt pénzem, és most hihetetlen élmény egy ilyen videót készíteni. Remekül éreztem magam, de ha egyszer eljössz valamelyik klipem forgatására, meglátod, milyen tartózkodó vagyok ilyenkor, nem is nagyon beszélek senkivel. [...] Talán úgy tűnhet, mintha játszanám a dívát. Ilyenkor magamra kell összpontosítanom, aggódom a jelmezek miatt, és figyelnem kell rá, hogy a statiszták is jól fessenek és a helyükön legyenek. Nem csak úgy betoppanok a forgatásokra. Ez a klip az én vízióm volt. Melina, a rendező szerette volna, hogy legyen egy előadó-művészeti aspektusa is.”

## Élő előadások

Gaga a Just Dance előadása közben a Monster Ball turnéjának megújított változatán, 2010-ben

Gaga először 2008 júliusában adta elő a dalt a Vietnámban rendezett 2008-as Miss Universe szépségversenyen, később pedig számos televíziós show-műsorban is bemutatta az Egyesült Államokban. Megjelent a Jimmy Kimmel Live!, a The Tonight Show with Jay Leno, a So You Think You Can Dance és a The Ellen DeGeneres Showban is. Ausztráliában a Sunrise című reggeli műsorban adta elő, ami után megvádolták, hogy playbackelt, vagyis valójában nem élőben énekelt, hanem egy felvett hangra tátogott. Gaga ezt cáfolta, és közleményében elmondta: „Épp beteg voltam aznap, de teljes mértékben, 100 százalékban élőben énekeltem. [...] sosem playbackeltem és nem is fogok. Még a legrosszabb napjaimon sem.” Az Egyesült Királyságban a GMTV-ben énekelte el, továbbá előadta a kislemezt az AOL által szervezett koncertjén is.
A The Fame Ball Tour elnevezésű első koncertsorozatán a Just Dance-t a ráadás előtt adta elő. Miután elénekelte a Poker Face akusztikus változatát, Gaga távozott a színpadról, és egy „The Face” című videóátvezetést kezdtek vetíteni, amelyben Candy Warhol nevű alteregójaként jelenik meg. Gaga ezt követően lépett újra színpadra egy tütüszerű ruhában, melynek hegyes vállrésze volt. A háttérben villódzó diszkófények jelentek meg, az énekesnő pedig videószemüvegében volt látható, melyen a „Pop Music Will Never Be Low Brow” felirat volt olvasható.[forrás?] A Just Dance előbb remixváltozatban csendült fel, majd Gaga elkezdte énekelni a dalt és bemutatta a hozzá készült tánckoreográfiát.[forrás?]

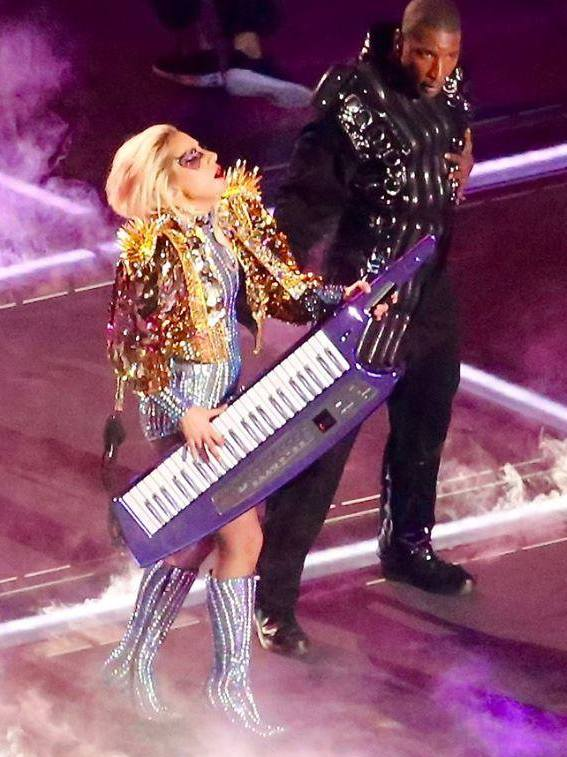
Gaga a dal előadása során a 2017-es Super Bowl LI félidei showban. A Just Dance élő előadásai során gyakran látni őt gitár-szintetizátoron játszani.

A dal felkerült a The Monster Ball Tour számlistájára is. A turné eredeti változatában az est második számaként volt hallható. A Dance in the Dark című nyitódal után egy üvegkockában kezdett el énekelni, melyből aztán kimászott a tetején, és gitár-szintetizátoron folytatta a dal előadását. A Monster Ball Tour 2010–11-es megújított változatán egy Rolls Royce motorháztetejét felemelve, az ott elrejtett szintetizátoron játszva kezdte meg a dal előadását. 2011 májusában elénekelte a dalt a Carlisle-ben rendezett Radio 1's Big Weekend című koncerten is.
A Just Dance előadásra került a 2012–13-as Born This Way Ball című harmadik koncertturnéján is, ahol a színpad kifutóján énekelte el a dalt, és közben arra biztatta rajongóit, hogy táncoljanak vele együtt. Emily Zemler a The Hollywood Reportertől megjegyezte: „Az előre begyakorolt beszédei mellett ezek az őszinte pillanatok voltak a legnagyobb hatással a közönségre, akik nagy része az énekesnő tiszteletére kiöltözve jelentek meg.” 2014-ben Gaga előadta a dalt a Roseland Ballroomban rendezett rezidencia koncertsorozatán, amely során egy sárga ruhát viselt. Az ArtRave: The Artpop Ball (2014) című világ körüli turnéján Gaga a Just Dance-et a Poker Face-szel és a Telephone-nal együtt rövidített verzióban énekelte el. Miközben táncolt és énekelte a dalokat, a háttérben több képet is mutattak Gagáról. A Just Dance közben egy csikóhal alakú gitár-szintetizátoron is zenélt. Melissa Ruggierit a The Atlanta Journal-Constitutiontől lenyűgözte Gaga vokálja, és dicsérte az énekesnőt, amiért a „régi dalait” a jelenlegi hangjával énekelte el.
2017. február 5-én Gaga előadta a Just Dance-et a Super Bowl LI félidei showban. Aranyszínű kabátot viselt, gitár-szintetizátoron játszott, egyik táncosa pedig tartotta neki a szája elé a mikrofont.. Ugyanebben az évben a Coachella Fesztiválon adott két koncertjének számlistájára is felkerült a dal, ahol ő volt az esemény sztárfellépője. A 2017–18-as Joanne World Tour című turnéján Gaga egy gyöngyökkel díszített, óriási vállkitöméssel rendelkező világoskék bodyban és térdig érő csizmában adta elő a számot A Just Dance volt a nyitódal az énekesnő 2018–20-as Enigma című Las Vegas-i rezidencia-koncertsorozatán. Az előadás során az énekesnő egy heveder segítségével a közönség felett a levegőben énekelte a dalt, miközben gitár-szintetizátoron játszott. 2022-ben a The Chromatica Ball stadionturnén szintén előadta a dalt.

## Megjelenési forma és számlista
| - USA/Japán CD kislemez 1. Just Dance – 4:02 2. Just Dance (Harry 'Choo Choo' Romero's Bambossa Main Mix) – 7:12 3. Just Dance (Richard Vission Remix) – 6:13 4. Just Dance (Trevor Simpson Remix) – 7:20 - Ausztrál/Német CD kislemez 1. Just Dance – 4:02 2. Just Dance (Trevor Simpson Remix) – 7:21 - Német CD maxi kislemez 1. Just Dance – 4:02 2. Just Dance (Harry 'Choo Choo' Romero's Bambossa Main Mix) – 7:14 3. Just Dance (Instrumental Version) – 4:00 4. Just Dance (Video) – 4:10 - Francia CD maxi kislemez 1. Just Dance – 4:02 2. Just Dance (Glam As You Radio Mix By Guéna LG) – 3:39 3. Just Dance (Glam As You Club Mix By Guéna LG) – 6:25 | - USA iTunes Remixes EP 1. Just Dance – 4:02 2. Just Dance (Harry 'Choo Choo' Romero's Bambossa Main Mix) – 7:12 3. Just Dance (Richard Vission Remix) – 6:13 4. Just Dance (Trevor Simpson Remix) – 7:20 - USA iTunes Remixes Pt. 2 EP 1. Just Dance (RedOne Remix) [feat. Kardinal Offishall] – 4:18 2. Just Dance (Space Cowboy Remix) [feat. Colby O’Donis] – 5:01 3. Just Dance (Robots To Mars Remix) – 4:37 4. Just Dance (Tony Arzadon Remix) [feat. Colby O’Donis] – 6:24 - Brit EP 1. Just Dance – 4:02 2. Just Dance (Remix) [featuring Kardinal Offishall] – 4:18 3. Just Dance (Glam As You Mix By Guéna LG) – 6:25 4. Just Dance (Music Video) – 4:06 - Brit 7"-es számozott képes hanglemez 1. Just Dance (Main Version) – 4:04 2. Just Dance (Harry 'Choo Choo' Romero's Bambossa Main Mix) – 7:12 |

## Közreműködők
Közreműködők listája a The Fame albumjegyzetei alapján.
- Lady Gaga –  vokál, dalszerzés, háttérvokál
- RedOne – dalszerzés, producer, háttérvokál, hangszerelés, programozás, felvétel a Record Plant stúdióban, Hollywood, Los Angeles, Kalifornia
- Akon – dalszerzés, háttérvokál
- Colby O’Donis – vokál, háttérvokál
- Dave Russel – hangmérnök
- Robert Orton – hangkeverés
- Gene Grimaldi – maszterelés az Oasis Masteringben, Burbank, Kalifornia

## Helyezések
| Lista (2008–2009)                       | Legjobb helyezés |
| --------------------------------------- | ---------------- |
| Ausztrália (ARIA)                       | 1                |
| Ausztria (Ö3 Austria Top 40)            | 8                |
| Belgium (Ultratop 50 Flanders)          | 13               |
| Belgium (Ultratop 50 Wallonia)          | 15               |
| Horvátország (HRT)                      | 5                |
| Csehország (Rádio Top 100)              | 5                |
| Kanada (Canadian Hot 100)               | 1                |
| Kanada CHR/Top 40 (Billboard)           | 1                |
| Kanada Hot AC (Billboard)               | 2                |
| Dánia (Tracklisten Top 40)              | 6                |
| Európa (European Hot 100 Singles)       | 3                |
| Finnország (Singlet Top 20)             | 7                |
| Franciaország (Single Top 100)          | 14               |
| Németország (Media Control Charts)      | 10               |
| Görögország Digitális dalok (Billboard) | 1                |
| Magyarország (Dance Top 40)             | 7                |
| Magyarország (Rádiós Top 40)            | 2                |
| Magyarország (Single Top 40)            | 5                |
| Írország (IRMA)                         | 1                |
| Izrael (Media Forest)                   | 10               |
| Olaszország (FIMI)                      | 36               |
| Japán (Billboard Japan Hot 100)         | 2                |
| Mexikó Rádiós lista (Billboard)         | 30               |
| Hollandia (Top 40)                      | 1                |
| Hollandia (Single Top 100)              | 4                |
| Új-Zéland (Recorded Music NZ)           | 3                |
| Norvégia (VG-lista)                     | 3                |
| Lengyelország (Nielsen Music Control)   | 2                |
| Románia (Nielsen Music Control)         | 5                |
| Oroszország Rádiós lista (Tophit)       | 9                |
| Skócia (Scottish Singles Top 40)        | 2                |
| Szlovákia (Rádio Top 100)               | 10               |
| Dél-Koreai Nemzetközi dalok (Gaon)      | 41               |
| Spanyolország (PROMUSICAE)              | 3                |
| Svédország (Sverigetopplistan)          | 3                |
| Svájc (Schweizer Hitparade)             | 8                |
| Egyesült Királyság (UK Singles Chart)   | 1                |
| US Billboard Hot 100                    | 1                |
| US Adult Contemporary (Billboard)       | 28               |
| US Adult Top 40 (Billboard)             | 7                |
| US Hot Dance Club Songs (Billboard)     | 2                |
| US Dance Singles Sales                  | 1                |
| US Mainstream Top 40 (Billboard)        | 1                |
| US Hot R&B/Hip-Hop Songs (Billboard)    | 72               |
| US Rhythmic (Billboard)                 | 3                |

| Lista (2017)                              | Legjobb helyezés |
| ----------------------------------------- | ---------------- |
| US Hot Dance/Electronic Songs (Billboard) | 11               |

| Lista (2023–2025)                    | Legjobb helyezés |
| ------------------------------------ | ---------------- |
| Brazília (Brasil Hot 100)            | 69               |
| Global 200 (Billboard)               | 130              |
| Lengyelország Streaming lista (OLiS) | 54               |

| Lista (2008)                      | Helyezés |
| --------------------------------- | -------- |
| Ausztrália (ARIA)                 | 7        |
| Kanada (Canadian Hot 100)         | 6        |
| Kanada CHR/Top 40 (Billboard)     | 3        |
| Európa (European Hot 100 Singles) | 67       |
| Franciaország (SNEP)              | 73       |
| Új-Zéland (Recorded Music NZ)     | 12       |
| Svédország (Sverigetopplistan)    | 15       |
| US Dance Club Songs (Billboard)   | 50       |

| Lista (2009)                         | Helyezés |
| ------------------------------------ | -------- |
| Ausztrália (ARIA)                    | 70       |
| Ausztria (Ö3 Austria Top 40)         | 38       |
| Belgium (Ultratop Flanders)          | 42       |
| Belgium (Ultratop Wallonia)          | 21       |
| Kanada (Canadian Hot 100)            | 42       |
| Dánia (Tracklisten)                  | 17       |
| Európa (European Hot 100 Singles)    | 29       |
| Németország (Official German Charts) | 34       |
| Magyarország (Dance Top 40)          | 88       |
| Magyarország (Rádiós Top 40)         | 7        |
| Írország (IRMA)                      | 4        |
| Hollandia (Dutch Top 40)             | 7        |
| Hollandia (Single Top 100)           | 28       |
| Oroszország Rádiós lista (Tophit)    | 97       |
| Spanyolország (PROMUSICAE)           | 21       |
| Svédország (Sverigetopplistan)       | 85       |
| Svájc (Schweizer Hitparade)          | 20       |
| Egyesült Királyság (OCC)             | 3        |
| US Billboard Hot 100                 | 3        |
| US Adult Top 40 (Billboard)          | 27       |
| US Mainstream Top 40 (Billboard)     | 2        |
| US Rhythmic (Billboard)              | 16       |

| Lista (2010)             | Helyezés |
| ------------------------ | -------- |
| Egyesült Királyság (OCC) | 186      |

| Lista (2017)                              | Helyezés |
| ----------------------------------------- | -------- |
| US Hot Dance/Electronic Songs (Billboard) | 67       |

| Lista (2000–2009)                | Helyezés |
| -------------------------------- | -------- |
| Ausztrália (ARIA)                | 12       |
| Egyesült Királyság (OCC)         | 21       |
| US Billboard Hot 100             | 35       |
| US Mainstream Top 40 (Billboard) | 15       |

| Lista                              | Helyezés |
| ---------------------------------- | -------- |
| US Billboard Hot 100               | 196      |
| US Billboard Hot 100 (Női előadók) | 62       |

## Minősítések és eladási adatok
| Régió | Minősítés   | Eladott példányszám     |
| --- | ----------- | ----------------------- |
| Ausztrália (ARIA) | 12× platina | 840 000‡                |
| Ausztria (IFPI Austria) | 2× platina  | 60 000*                 |
| Belgium (BEA) | arany       |                         |
| Brazília (Pro-Música Brasil) | gyémánt     | 250 000‡                |
| Kanada (Music Canada) | gyémánt     | 800 000‡                |
| Dánia (IFPI Denmark) | 2× platina  | 30 000^                 |
| Franciaország (SNEP) |             | 88 000                  |
| Németország (BVMI) | 2× platina  | 600 000‡                |
| Olaszország (FIMI) | platina     | 70 000‡                 |
| Japán (RIAJ) Ringtone | arany       | 100 000*                |
| Japán (RIAJ) PC download | arany       | 100 000*                |
| Új-Zéland (RMNZ) | 4× platina  | 120 000‡                |
| Norvégia (IFPI Norway) | 3× platina  | 180 000‡                |
| Spanyolország (PROMUSICAE) | platina     | 25 000^                 |
| Svédország (GLF) | platina     | 20 000^                 |
| Svájc(IFPI Switzerland) | 2× platina  | 60 000^                 |
| Egyesült Királyság (BPI) | 3× platina  | 1 800 000‡              |
| Egyesült Államok (RIAA) | 11× platina | 11 000 000‡ / 7 200 000 |
| * Eladási példányszámok kizárólag a minősítés alapján. ^ Kiszállítási példányszámok kizárólag a minősítés alapján. ‡ Eladási+streaming példányszámok kizárólag a minősítés alapján. |             |                         |

## Megjelenési történet
| Régió              | Dátum                | Formátum(ok)                   | Változat        | Kiadó(k)                      | For.            |
| ------------------ | -------------------- | ------------------------------ | --------------- | ----------------------------- | --------------- |
| Világszerte        | 2008. április 8.     | Digitális letöltés             | Eredeti remixek | Interscope Streamline         | [ 190 ] [ 191 ] |
| Világszerte        | 2008. június 17.     | CD kislemez digitális letöltés | Eredeti remixek | Interscope                    | [ 192 ]         |
| Németország        | 2008. augusztus 15.  | CD kislemez                    | Eredeti remixek | Interscope                    | [ 193 ]         |
| Egyesült Államok   | 2008. szeptember 16. | Poprádiós megjelenés           | Eredeti         | Streamline KonLive Interscope | [ 194 ]         |
| Egyesült Államok   | 2008. szeptember 26. | Rhythmic rádiós megjelenés     | Eredeti         | Streamline KonLive Interscope | [ 195 ]         |
| Világszerte        | 2008. november 4.    | Digitális letöltés             | Remixek, pt. 2  | Interscope                    | [ 196 ]         |
| Kanada             | 2008. november 25.   | Digitális letöltés             | Glam as You mix | Interscope                    | [ 197 ]         |
| Kanada             | 2008. november 25.   | Digitális letöltés             | Remixek         | Interscope                    | [ 198 ]         |
| Egyesült Királyság | 2008. december 29.   | 7-inch hanglemez CD kislemez   | Eredeti         | Polydor                       | [ 199 ] [ 200 ] |
| Egyesült Államok   | 2009. január 6.      | 7-inch hanglemez               | Eredeti         | 101 Distribution              | [ 201 ]         |
| Olaszország        | 2009. november 6.    | Rádiós megjelenés              | Eredeti         | Universal                     | [ 202 ]         |

## Lásd még
- A legnagyobb példányszámban eladott kislemezek
- A Billboard Hot 100 listavezetői 2009-ben

## Fordítás
- Ez a szócikk részben vagy egészben  a   Just Dance című angol Wikipédia-szócikk fordításán alapul.  Az eredeti cikk szerkesztőit annak laptörténete sorolja fel. Ez a jelzés csupán a megfogalmazás eredetét és a szerzői jogokat jelzi, nem szolgál a cikkben szereplő információk forrásmegjelöléseként.